# 凱爾克霍弗山
72°37′S 31°8′E / 72.617°S 31.133°E
凱爾克霍弗山是南極洲的山峰，位於東部南極洲的毛德皇后地，處於科拉德山之北，海拔高度2,4O0米，屬於比利時山脈的一部分，該山峰在1957至1958年由比利時探險隊發現，現時受南極條約體系管理。